# 真に恐れるべきは有能な敵ではなく無能な味方である
「真に恐れるべきは有能な敵ではなく無能な味方である」（しんにおそれるべきはゆうのうなてきではなくむのうなみかたである）は格言。

## 概要
ナポレオンの言葉とされるが、確実ではない。
ラ・フォンテーヌの『寓話詩』には
ほぼ同じような表現がある。
- 無知な友人ほど危険なものはない。
賢い敵のほうがよっぽどましだ。(Rien n'est si dangereux qu'un ignorant ami ;Mieux vaudrait un sage ennemi.[4])

石原慎太郎など、多くの政治家が好んで引用している。
ネットスラングとしては、単に「無能な味方」として使われることが多い。
本来の軍事学のみならず、転じて経営学においても頻繁に用いられており、古市憲寿や西村博之によって紹介されている。